# Svenska mästerskapen i längdskidåkning 2012
Svenska mästerskapen i längdskidåkning 2012 arrangerades i Östersund, Sverige vid Östersunds skidstadion 25-29 januari 2012.

## Medaljörer, resultat
| Gren                      | Guld                                       | Guld                                       | Silver                                     | Silver                                     | Brons                                     | Brons                                     |
| ------------------------- | ------------------------------------------ | ------------------------------------------ | ------------------------------------------ | ------------------------------------------ | ----------------------------------------- | ----------------------------------------- |
| Damernas teamsprint       | Åsarna IK Ida Ingemarsdotter, Hanna Brodin | Åsarna IK Ida Ingemarsdotter, Hanna Brodin | IFK Mora SK Helene Söderlund, Eva Svensson | IFK Mora SK Helene Söderlund, Eva Svensson | IFK Umeå Linda Danvind-Malm, Linn Sömskar | IFK Umeå Linda Danvind-Malm, Linn Sömskar |
| Herrarnas teamsprint      | Åsarna IK Johan Eriksson, Teodor Peterson  | Åsarna IK Johan Eriksson, Teodor Peterson  | Piteå Elit Johan Westerlund, Jesper Modin  | Piteå Elit Johan Westerlund, Jesper Modin  | IFK Umeå Robin Norum, Markus Ottosson     | IFK Umeå Robin Norum, Markus Ottosson     |
| Damernas stafett 3x5 km   | Åsarna IK                                  | Åsarna IK                                  | IFK Mora SK                                | IFK Mora SK                                | Östersund SK                              | Östersund SK                              |
| Herrarnas stafett 3x10 km | Hudiksvalls IF                             | Hudiksvalls IF                             | IFK Mora SK Lag 1                          | IFK Mora SK Lag 1                          | Östersunds SK Lag 1                       | Östersunds SK Lag 1                       |
| Damernas 10km             | Charlotte Kalla IFK Tärendö                | Charlotte Kalla IFK Tärendö                | Maria Rydqvist Älvdalens IF SK             | Maria Rydqvist Älvdalens IF SK             | Ida Ingemarsdotter Åsarna IK              | Ida Ingemarsdotter Åsarna IK              |
| Damernas 30km             | Hanna Brodin Åsarnas IK                    | Hanna Brodin Åsarnas IK                    | Charlotte Kalla IFK Tärendö                | Charlotte Kalla IFK Tärendö                | Sara Lindborg Östersunds SK               | Sara Lindborg Östersunds SK               |
| Herrarnas 15km            | Marcus Hellner Gellivare Skidallians IK    | Marcus Hellner Gellivare Skidallians IK    | Johan Olsson Åsarna IK                     | Johan Olsson Åsarna IK                     | Anders Södergren Östersunds SK            | Anders Södergren Östersunds SK            |
| Herrarnas 50km            | Daniel Richardsson Hudiksvalls IF          | Daniel Richardsson Hudiksvalls IF          | Anders Södergren Östersunds SK             | Anders Södergren Östersunds SK             | Jens Eriksson Dala-Floda IF               | Jens Eriksson Dala-Floda IF               |
| Herrarnas skiathlon 30km  | Marcus Hellner Gellivare Skidallians IK    | Marcus Hellner Gellivare Skidallians IK    | Johan Olsson Åsarna IK                     | Johan Olsson Åsarna IK                     | Jens Eriksson Dala-Floda IF               | Jens Eriksson Dala-Floda IF               |
| Damernas skiathlon 15km   | Charlotte Kalla IFK Tärendö                | Charlotte Kalla IFK Tärendö                | Ida Ingemarsdotter Åsarna IK               | Ida Ingemarsdotter Åsarna IK               | Sofia Bleckur IFK Mora SK                 | Sofia Bleckur IFK Mora SK                 |

### Webbkällor
- Resultat på Sweski.com